# Eretica. Cambiare l'Islam si può
Eretica. Cambiare l'Islam si può è un saggio scritto da Ayaan Hirsi Ali nel 2015 con il titolo originale 
Heretic: Why Islam Needs a Reformation now . Il saggio, oltre a contenere elementi biografici, affronta
il tema della riforma della società e religione islamica.

. 
Dopo l'introduzione Un Islam, tre tipologie di musulmani, il libro si articola in 8 capitoli, una Conclusione  La riforma musulmana e un'Appendice Il tramonto della tolleranza.

## Edizioni italiane
- Eretica. Cambiare l'Islam si può, traduzione di Irene Annoni, Milano, Rizzoli, 2015, ISBN 978-88-17-08313-3.